# 하효항
하효항(下孝港, Hahyo Fishing Port)은 제주특별자치도 서귀포시 하효동에 있는 어항이다. 1999년 1월 1일 국가어항으로 지정되었다가, 2018년 10월 17일 지방어항으로 변경되었다. 관리청은 제주특별자치도지사, 시설관리자는 서귀포시장이다.

## 연혁
- 2002년 실시 설계용역을 시행하고 2002년 개발기본계획을 변경 고시했다.

## 어항구역
본 항의 어항구역은 다음과 같다.
- 수역: 양식장 동측 돌단부(N 33-14-26.15, E 126-37-7.34)에서 E방향으로 400m 지점(N33-14-26.15, E 126-37-22.87)과 이점에서 N 방향으로 육지부(N 33-14-56.59, E 126-37-22.87)를 연결한 선을 따라 형성된 공유수면[2]
- 육역: 0필지[3]